# Coarnele Caprei
Coarnele Caprei é uma comuna romena localizada no distrito de Iaşi, na região de Moldávia. A comuna possui uma área de 44.34 km² e sua população era de 3103 habitantes segundo o censo de 2007.